# Pourtalesia
Pourtalesia ist die namensgebende Gattung der Pourtalesien (Familie Pourtalesiidae) die zu den irregulären Seeigeln gehört. Die Tiere sind sekundär bilateral-symmetrisch und werden 5–6 cm lang. Sie leben im Abyssal (Tiefsee) des Atlantiks, des Pazifiks, des Indopazifiks und des Arktischen Ozeans. Die Mundöffnung liegt weit vorn, die Laterne des Aristoteles fehlt wie bei allen Holasteroida.

## Arten
Derzeit sind 11 Arten der Gattung Pourtalesia bekannt.
- Pourtalesia alcocki Koehler, 1914
- Pourtalesia aurorae Koehler, 1926
- Pourtalesia debilis Koehler, 1926
- Pourtalesia heptneri Mironov, 1978
- Pourtalesia hispida A. Agassiz, 1897
- Pourtalesia jeffreysi Thomson, 1873
- Pourtalesia laguncula A. Agassiz, 1879
- Pourtalesia miranda A. Agassiz, 1869
- Pourtalesia tanneri A. Agassiz, 1898
- Pourtalesia thomsoni Mironov, 1976
- Pourtalesia vinogradovae Mironov, 1995